# A Era Heroica: o Universo DC Comics por Ivan Reis
A Era Heroica - O Universo DC Comics por Ivan Reis foi uma exposição de artes organizada por Ivan Freitas da Costa, aberta ao público de 18 de agosto a 17 de setembro de 2017, na Biblioteca Latino-Americana do Memorial da América Latina. A exposição teve patrocínio da Faber-Castell, Chiaroscuro Studios Fundação Memorial da América Latina e homenageou o quadrinista brasileiro Ivan Reis, com mais de 200 ítens, incluindo artes originais e material de produção, além de estátuas e action figures feitos com base em designs criados por ele para a editora norte-americana de quadrinhos DC Comics. A exposição ainda contou com sessões de autógrafos do artista e cursos e workshops ministrados por Ivan Reis e seus colaboradores. Em 2018, a exposição ganhou o Troféu HQ Mix na categoria "melhor exposição".